# Johann Hugo von Gärtz
Johann Hugo von Gärtz, född 15 augusti 1684, död 25 december 1716, var en tysk katolsk präst, hjälpbiskop av Osnabrücks katolska stift, titulärbiskop av Dorylaëum och apostolisk vikarie för Apostoliska vikariatet i de nordiska missionerna.

## Biografi
Johann Hugo utnämndes bland annat 15 februari 1715 till apostolisk vikarie för Apostoliska vikariatet i de nordiska missionerna, som varade fram till hans död 1716, och efterträddes av Hyacinth Petit.